# Distretto di Aïn Merane
Il distretto di Aïn Merane è un distretto della provincia di Chlef, in Algeria, con capoluogo Aïn Merane.

## Comuni
Il Distretto di Ain Merane comprende 2 comuni:
- Aïn Merane
- Harenfa